# Salio Waipo
Salio Waipo est un homme politique papou-néo-guinéen.

## Biographie
Il grandit dans le village d'Angesi dans le Sepik oriental, village situé sur le bord de la rivière Keram (en) et dénué de route pour le relier au reste du pays. Il termine ses études supérieures à l'École d'Économie-Gestion de Wewak en 1987 et devient propriétaire d'une entreprise de location de voitures.
Entré au Parlement national comme député de la circonscription d'Angora pour le Parti de l'alliance nationale aux élections législatives de 2012, il est réélu en 2017 et en 2022. Après les élections de 2022, il quitte le Parti de l'alliance nationale et devient membre du Pangu Pati du Premier ministre James Marape lorsque celui-ci le nomme ministre de la Foresterie,. 